# City-Point Kassel
Der City-Point Kassel ist ein Einkaufscenter, das am 27. Februar 2002 am Königsplatz in Kassel eröffnet wurde. Es wurde auf dem Gelände der Neckermann-Familie errichtet, das im Zweiten Weltkrieg komplett zerstört wurde.

## Geschichte
Auf dem Grundstück der ehemaligen Hauptpost wurde 1963 ein Kaufhaus der Firma Neckermann gebaut, in das später Karstadt einzog. Nach dem Ablauf des Mietvertrages wurde das Gebäude durch den kompletten Neubau des City-Point ersetzt. 

## Architektur
Betrieben wird der City-Point Kassel von der ECE Projektmanagement, die auch Bauherrin des Neubaus war. Zusammen mit dem Architekten Jochem Jourdan wurde ein Gebäude geplant, das eine Hommage an die documenta sein soll.

## Zahlen
Der City-Point verfügt über eine Verkaufsfläche von 20.000 m², auf denen sich 60 Geschäfte befinden. Im Schnitt kommen täglich 33.507 Besucher in das Einkaufszentrum, dessen Einzugsgebiet vom Betreiber auf 841.461 Einwohner beziffert wird. 650 Angestellte arbeiten im Center, dessen Branchenmix von Textil und Hardware angeführt wird. Seit Ende Juni 2015 fand bei laufendem Betrieb eine Umstrukturierung statt: Im City-Point wurde ein 1200 m² großer Gastronomiebereich errichtet, dessen Kosten sich auf 4,5 Millionen Euro belaufen sollen.

## Infrastruktur
Durch die Lage im Zentrum von Kassel ist das Einkaufszentrum durch zahlreiche Tram- und Buslinien des NVV zu erreichen. Da der Königsplatz ein Teil der Fußgängerzone ist, gibt es rund um den City-Point viele weitere Geschäfte und große Kaufhäuser.